# Anthony Kiedis
Anthony Kiedis, ameriški pevec in tekstopisec ter občasno igralec, * 1. november 1962, Grand Rapids, Michigan, Združene države Amerike.
Najbolj je znan kot frontman rock skupine Red Hot Chili Peppers. Svojo mladost je preživel v kraju Grand Rapids, Michigan, pri 12ih pa se je z materjo preselil v Hollywood da bi bil s svojim očetom. Kmalu po srednji šoli se je Kiedis odločil za študij na UCLA, toda šolanje je kmalu opustil. Kasneje je s prijatelji Michaelom Balzaryjem, Hillelom Slovakom in Jackom Ironsom ustanovil skupino Tony Flow and the Majestic Masters of Mayhem, danes poznano kot Red Hot Chili Peppers.